# Hoppen (vogels)
De hoppen (Upupidae) zijn een familie uit de orde Bucerotiformes. Deze familie bestaat uit één geslacht met twee soorten.

## Taxonomie
- Geslacht: Upupa
  - Upupa epops – Hop
  - Upupa marginata – Madagaskarhop